# The Little Shepherd of Kingdom Come (film fra 1920)
The Little Shepherd of Kingdom Come er en amerikansk stumfilm fra 1920 af Wallace Worsley.

## Medvirkende
- Jack Pickford - Chad
- Clara Horton - Margaret
- Pauline Starke - Melissa
- J. Parks Jones - Dan Dean
- Clark Marshall - Harry Dean
- Edythe Chapman - Mrs. Dean
- James Neill - Major Buford
- R. D. MacLean
- T. D. Crittenden
- Aileen Manning - Lucy
- Dudley Hendricks - Joel Turner
- Aggie Herring- Mrs. Turner
- Tod Burns
- Lee Phelps
- Milton Brown - Pop Dillon